# Raión de Vasilivka (Zaporiyia)
Raión de Vasilivka o Vasýlivka (en ucraniano: Васи́лівський райо́н) es un raión o distrito de Ucrania en el óblast de Zaporiyia. 
Comprende una superficie de 4287,33 km².
La capital es la ciudad de Vasilivka.

## Demografía
Según estimación de 2021, contaba con una población total de 184 224 habitantes.

## Otros datos
El código KOATUU es 2320900000. El código postal 71600 y el prefijo telefónico +380 6175.